# Desdemona aniara
Desdemona aniara är en ringmaskart som beskrevs av Anne D. Hutchings och Murray 1984. Desdemona aniara ingår i släktet Desdemona och familjen Sabellidae. Inga underarter finns listade i Catalogue of Life.